# Oleksandr Bandera
Oleksandr Andrijovytj Bandera (ukrainska:Олександр Андрі́йович Банде́ра), född 25 mars 1911 i Staryj Uhryniv, Kalusj oblast, död juli 1942 i Auschwitz, var en ukrainsk politiker och nationalist. Han var från 1933 ledare för Organisationen för ukrainska nationalister, Orhanyzatsija Ukrajinskich Natsionalistiv (OUN). Han var också yngre bror till Stepan Bandera. 

Bandera-familens hus i Uhryniv Staryj

Bandera föddes i en del av det dåvarande österrikiska kronlandet Galizien, som numera tillhör Ivano-Frankivsk oblast i Ukraina. Han var son i en grekisk-katolsk prästfamilj. Fadern Andrij Bandera verkade som frivillig soldatpräst i ukrainsk-galiziska armén under det polsk-ukrainska kriget 1918-1919. Modern Myroslava, som var prästdotter, dog i tuberkulos våren 1922. Morfadern Volodymyr Glodzinskyj dog 1919 i strid mot de polska styrkorna. 
Under sin uppväxt blev sonen vittne till den pånyttfödda ukrainska nationalismen i området, som hade blivit en del av den nybildade staten Polen efter första världskriget 1918, det polsk-ukrainska kriget och Versaillesfreden 1919.
Bandera tog studentexamen i Striyske ukrainska gymnasium. Han hade en agronomexamen i Lviv Polytechnic och erhöll PhD i politisk ekonomi från universitetet i Rom. Efter utropandet av den ukrainska staten 30 juni 1941 kom han till Lviv. I december 1941 greps han av Gestapo i Stanyslaviv, nuvarande Ivano-Frankivsk, tillsammans med yngre brodern Vasyl Bandera och dennes hustru Hlodzinskoyu-Bandera och skickades till nazisternas koncentrationsläger i Auschwitz, där han fick fångnummer; 51020. De två bröderna blev enligt uppgifter i ett OUN-tidskrift dödade av polska Kapo 1942.
Detta kan ha skrivits för att misskreditera polacker, eftersom en läkare i Auschwitz 1964 lämnade uppgifter där det angavs att en av bröderna dog på grund av en orolig mage.

## Familjen Banderas öde
Efter Polens fall och delning hösten 1939 införlivades de tidigare polska områden i de västra ukrainska regionerna med Sovjetunionen. Sovjetmakten utförde 1939-1941 en stor utrensningsaktion med massdeporteringar till Sibirien och Sovjetunionens inre delar vilket berörde en del ukrainare som betraktades som potentiellt illojala med Sovjetunionen och dess politik bland andra drabbades Banderas familj hårt. Enligt olika källor kom mellan 320 000 och 1,5 miljoner invånare i Ukrainska SSR:s västliga delar att deporteras. Hur stor del av dessa som var ukrainare är inte känt.
Andrij Bandera, Oleksandrs far, greps av NKVD under natten 23 maj 1941, anklagad för att gömma en OUN-medlem. Han fördes till Kiev där han 8 juli av en sovjetisk militärdomstol dömdes till döden och avrättades genom arkebusering den 10 juli. Samma natt greps Oleksandr Banderas systrar Oksana och Marta-Marija. De skickades till Gulag i Krasnojarsk kraj i Sibirien. Båda frigavs 1960 utan att ha rätt att återvända till Ukrainska SSR. Marta-Marija dog i Sibirien 1982, och Oksana återvände till Ukrainska SSR 1989, där hon avled 2008. En tredje syster, Volodymyra greps 23 mars 1946 i Ternopil tillsammans med sin make, prästen och lederen för OUN i Kalusj, Fedir Davydjuk. Hon dömdes 7 september till 10 år straffarbete och skickades till Gulag i Karaganda i Kazakiska SSR 1946-1956. Hon återvände till sina barn i Ukrainska SSR 1956, där hon avled 2001.
Oleksandrs yngre bror Bohdan öde förblir okänt, vissa källor anger att han dödades av Gestapo i Mykolajiv 1943 medan andra källor säger han dödades av NKVD-agenter i 1944. Inte heller familjemedlemmarna har någon säker information.
Mest känd är den äldre broderen Stepan Bandera, som mördades av en KGB-agent 15 oktober 1959 i München. Han var ordförande i ONU och levde efter kriget i exil i Västtyskland. För en del ukrainska nationalister är Stepan Bandera en symbol för ukrainsk frihetskamp, medan vissa judiska organisationer, Ryssland, Polen och EU uppfattar honom som antidemokrat, nazistkollaboratör och delaktig i folkmord.